# Javier Rosas
Javier Rosas Sierra (Guadalajara, 25 september 1974), bijgenaamd Toro, is een professioneel Mexicaans triatleet uit Guadalajara.
Rosas deed in 2004 mee aan de triatlon op de Olympische Zomerspelen van Athene. Hij haalde een 44e plaats in een tijd van 2:04.03,97. 
Hij is aangesloten bij Trixal in Guadalarja. Naast triatleet is hij student.

## Palmares

### triatlon
- 1995: 18e WK olympische afstand in Cancún - 1:51.35
- 1996: 20e WK olympische afstand in Cleveland - 1:43.16
- 1997: 26e WK olympische afstand in Perth - 1:52.35
- 1998: 4e Noord-Amerikaans kampioenschap
- 1999: 9e Noord-Amerikaans kampioenschap
- 1999: 8e Pan-Amerikaanse Spelen in Winnipeg - 1:50.12
- 2001: 5e Pan-Amerikaans kampioenschap
- 2002: 43e WK olympische afstand in Cancún
- 2002: 7e Pan-Amerikaans kampioenschap
- 2003: 11e Pan-Amerikaans Spelen in Santo Domingo - 1:56.04
- 2004: 32e WK olympische afstand in Madeira
- 2004: 44e Olympische Spelen in Athene - 2:04.03,97
- 2004:  Pan-Amerikaans kampioenschap
- 2007: 19e Pan-Amerikaanse Spelen in Rio de Janeiro - 1:56.49,99